# Pseudocopicucullia
Pseudocopicucullia är ett släkte av fjärilar. Pseudocopicucullia ingår i familjen nattflyn.
Kladogram enligt Catalogue of Life:
| Pseudocopicucullia | \| \| Pseudocopicucullia bensi \| \| \| \| \| \| Pseudocopicucullia biskrana \| \| \| \| \| \| Pseudocopicucullia capazi \| \| \| \| \| \| Pseudocopicucullia iranica \| \| \| \| \| \| Pseudocopicucullia melanoglossa \| \| \| \| \| \| Pseudocopicucullia syrtana \| \| \| \| |
|                    | \| \| Pseudocopicucullia bensi \| \| \| \| \| \| Pseudocopicucullia biskrana \| \| \| \| \| \| Pseudocopicucullia capazi \| \| \| \| \| \| Pseudocopicucullia iranica \| \| \| \| \| \| Pseudocopicucullia melanoglossa \| \| \| \| \| \| Pseudocopicucullia syrtana \| \| \| \| |
|                    | Pseudocopicucullia bensi |
|                    | |
|                    | Pseudocopicucullia biskrana |
|                    | |
|                    | Pseudocopicucullia capazi |
|                    | |
|                    | Pseudocopicucullia iranica |
|                    | |
|                    | Pseudocopicucullia melanoglossa |
|                    | |
|                    | Pseudocopicucullia syrtana |
|                    | |